# Ceftriaxonă
Ceftriaxona este un antibiotic din clasa cefalosporinelor de generația a treia, utilizat în tratamentul unor infecții bacteriene. Este utilizată în principal în tratamentul meningitei bacteriene, pneumoniei și gonoreei necomplicate. Căile de administrare disponibile sunt intramusculară și intravenoasă.
Se află pe lista medicamentelor esențiale ale Organizației Mondiale a Sănătății.

## Reacții adverse
Printre reacțiile adverse se numără diareea, vărsăturile și greața. Foarte rar, se poate instala o diaree cu colită pseudomembranoasă, datorită infectării cu Clostridium difficile.